# Sielco (rejon pskowski)
Sielco (ros. Сельцо) – wieś (dieriewnia) w Rosji, w obwodzie pskowskim, w rejonie pskowskim. W 2010 liczyła 17 mieszkańców.